# همیلتون کدی
همیلتون پرکینز کدی (۲ مه ۱۸۷۴–۲۶ مه ۱۹۴۳) شیمیدان آمریکایی بود که در سال ۱۹۰۷ با همکاری دیوید مک فارلند کشف کرد که هلیوم می‌تواند از گاز طبیعی استخراج شود.

## اوایل زندگی
در ۲ مه ۱۸۷۴، کدی در اسکیدی، کانزاس متولد شد. او فرزند پرکینز الیا کدی و الا فلکنبوری است.

## حرفه
در سال ۱۸۹۹، کدی به عنوان استادیار شیمی به دانشگاه کانزاس بازگشت و کار خود را با آمونیاک مایع با همکاری فرانکلین از سر گرفت و یک پایان‌نامه متشکل از مطالعه سلول‌های تمرکز در این حلال را انجام داد.